# 津田氏
津田氏是日本的氏族。根據祖先不同而有幾個流系。

## 平姓津田氏（織田氏系）
根據近代大名織田氏出自平氏的説法，平家的子孫逃到近江津田庄並改為津田姓，後來末裔移往越前並成為織田氏，但是沒有確實的証據。這個津田氏是織田氏的同族，因此應該是藤原氏・忌部氏的流系比較有力。
由於有織田氏的直系，為了與主家區別而改為庶流的一門津田氏。例如織田信長的弟弟織田信勝（信行）的兒子津田信澄等。而且同樣是信長一族的津田信成曾被列大名，但是於江戶時代前期被改易。
在江戶時代，丹波柏原藩和出羽天童藩藩主‧織田家的庶子等都改為津田姓，這些被列為藩士的人物是能夠被確認的。例如大和松山藩藩主織田高長的五男津田賴房等。
鳥取藩家老的津田氏亦是屬於織田一族。初代的津田元綱、以及其子元房跟隨池田忠雄而獲得8千石。第3代元匡伴隨著池田光仲移封至鳥取而獲得伯耆國八橋郡的所領。元祿5年（1692年），第5代元長的時候就任家老一職。伯耆國八橋的自分手政治一直持續到明治維新之前。菩提寺在八橋陣屋附近的體玄寺，現在亦有津田家的墓所存在。
被改易的織田信重的子孫跟隨細川氏並成為豐前小倉藩及肥後熊本藩的藩士。在慶長至寛永年間作成的記載的物奉行有「津田三十郎」、側小姓有「津田左兵衛」等名字，在熊本縣立圖書館所藏慶安元年（1648年）的『真源院樣御代御侍免撫帳』有「1千石 津田三十郎」、「4百石 津田半右衛門」、「3百石 津田平丞」等人。幕末的『肥後細川家分限帳』中五家的津田家亦能被確認。其中津田平助（1000石）家的津田平士在西南戰爭在熊本隊從軍。還有津田信弘（山三郎，400石）加入實學黨並成為奉行（参政）。

## 伊予橘姓津田氏（楠木氏系）
祖先是楠木正儀的養子津田正信。
在日本戰國時代，率領紀州根来眾的津田算長向種子島時堯請求購買鐵砲，實現了把鐵炮傳入關西。
天正13年（1585年）豐臣秀吉發動紀州征伐，當主津田算正和津田妙算被討死，津田氏沒落。之後轉換過數次主家後返回紀州務農。
幕末至明治初期活躍的津田出（陸軍卿代理、貴族院議員）和津田正臣（初代和歌山縣知事）的兄弟亦是末裔。

## 源姓津田氏（斯波氏系）
加賀藩的家臣津田氏一族（家老，1萬石），自稱是斯波氏的末裔。祖先是津田正勝（津田義忠），斯波義近（津川義近）的兒子。明治維新後，津田正邦恢復斯波姓並改名為斯波蕃，被授予男爵。
順帶一提，斯波義銀（後來改名津田義近）是被織田信長追放的守護，但是弟弟津川義冬是織田信雄的義兄弟，織田信包的兒子‧伊勢林藩藩主織田信重的舅舅，四男津川近治是織田長益的女婿，與織田家有相當深的關係。

## 其他
日本刀的刀工中亦有津田姓的人物存在。有名的人有江戶時代的津田越前守助廣。